# Listă de filme Bollywood din 1993
Aceasta este o listă de filme în limba hindi (Bollywood, industrie cu sediul în Mumbai) din 1993:

## 1993
| Titlu                       | Regizor                  | Distribuție                                                              | Gen                                 |
| --------------------------- | ------------------------ | ------------------------------------------------------------------------ | ----------------------------------- |
| 15 August                   | Vicky Ranawat            | Prem Chopra, Tisca Chopra, Saeed Jaffrey                                 |                                     |
| Aadmi                       | Arshad Khan              | Mithun Chakraborty, Gauthami                                             | Action, Crime, Drama, Romance       |
| Aadmi Khilona Hai           | J. Om Prakash            | Jeetendra, Reena Roy, Govinda, Meenakshi Sheshadri                       | Drama, Romance                      |
| Aag Ka Toofan               | Kanti Mehta              | Shashi Kapoor, Dharmendra, Farheen                                       |                                     |
| Aaina                       | Deepak Sareen            | Jackie Shroff, Juhi Chawla, Amrita Singh                                 | Romance                             |
| Aaja Meri Jaan              | Ketan Anand              | Krishna Kumar, Tanya Singh, Shammi Kapoor, Pran                          | Romance                             |
| Aakhri Chetawani            | Deva Dutta               | Sadashiv Amrapurkar, Raj Babbar, Shakti Kapoor                           |                                     |
| Aandha Intaquam             | Swaroop Kumar            | Siddharth, Shanti Priya, Ronit Roy                                       | Action                              |
| Aankhen                     | David Dhawan             | Govinda, Chunky Pandey, Ritu Shiv Puri                                   | Comedy                              |
| Aashiq Awara                | Umesh Mehra              | Saif Ali Khan, Mamta Kulkarni                                            | Romance                             |
| Aasoo Bane Angaarey         | Mehul Kumar              | Bindu, Jeetendra, Madhuri Dixit                                          | Drama                               |
| Anari                       | K. Muralimohana Rao      | Karisma Kapoor, Daggubati Venkatesh                                      |                                     |
| Andha Insaaf                |                          | Divya Bharti                                                             |                                     |
| Anmol                       | Ketan Desai              | Rishi Kapoor, Manisha Koirala                                            |                                     |
| Anth                        | Sanjay Khanna            | Sunil Shetty, Somy Ali, Paresh Rawal                                     | Action                              |
| Antim Nyay                  | Sukhwant Dhadda          | Arun Bakshi, C.S. Dubey, Sundeep Kashyap                                 |                                     |
| Ashaant                     | Kavita Ramsay            | Akshay Kumar, Mamta Kulkarni                                             |                                     |
| Aulad Ke Dushman            | Rajkumar Kohli           | Raj Babbar, Ayesha Jhulka                                                | Drama                               |
| Baaghi Sultana              | R. Thakur                | Puneet Issar, Shakti Kapoor, Arif Khan                                   |                                     |
| Baazigar                    | Abbas-Mustan             | Shah Rukh Khan, Kajol, Shilpa Shetty                                     | Thriller                            |
| Badi Bahen                  | Kalpataru                | Asrani, Raj Babbar, Chandrashekhar                                       |                                     |
| Balmaa                      | Lawrence D'Souza         | Saeed Jaffrey, Ayesha Jhulka, Anjana Mumtaz                              | Romance                             |
| Bechain                     | Kawal Sharma             | Sidhant Salaria, Malvika Tiwari, Raza Murad                              |                                     |
| Bedardi                     | Krishnakant Pandya       | Ajay Devgn, Urmila Matondkar, Reena Roy                                  | Action, Crime                       |
| Bhagyawan                   | S.K. Subash              | Govinda, Juhi Chawla, Pran, Asha Parekh, Aruna Irani, Ranjeet            |                                     |
| Bhaji on the Beach          | Gurinder Chadha          | Kim Vithana, Jimmi Harkishin, Sarita Khajuria                            | Comedy                              |
| Bhookamp                    | Gautam Adhikari          | Jeetendra, Mohan Joshi, Mamta Kulkarni                                   | Action, Drama, Family, Romance      |
| Bomb Blast                  | Deepak Balraj Vij        | Ronit Roy, Aditya Pancholi, Kishori Shahane                              |                                     |
| Boy Friend                  | Ramesh U. Lakhiani       | Sheeba, Ravi Behl, Kiran Kumar                                           | Romance                             |
| Chahoonga Main Tujhe        | Kamal                    | Harish Patel                                                             |                                     |
| Chandra Mukhi               | Debaloy Dey              | Salman Khan, Sridevi, Pran                                               |                                     |
| Chooriyan                   | Sai Paranjape            |                                                                          |                                     |
| Chor Aur Chaand             | Pavan Kaul               | Aditya Pancholi, Pooja Bhatt, Aruna Irani                                |                                     |
| Dalaal                      | Partho Ghosh             | Mithun Chakraborty, Ayesha Jhulka, Ravi Behl                             | Drama, Family                       |
| Damini – Lightning          | Rajkumar Santoshi        | Meenakshi Seshadri, Sunny Deol, Rishi Kapoor                             | Drama                               |
| Darr                        | Yash Chopra              | Sunny Deol, Juhi Chawla, Shah Rukh Khan                                  | Thriller                            |
| Dhanwaan                    | K. Vishwanath            | Ajay Devgan, Karishma Kapoor, Manisha Koirala                            | Romance, Drama                      |
| Dhartiputra                 | Iqbal Durrani            | Jayapradha, Rishi Kapoor                                                 |                                     |
| Dil Ki Baazi                | Anil Ganguly             | Akshay Kumar, Ayesha Jhulka                                              |                                     |
| Dil Tera Aashiq             | Lawrence d'Souza         | Salman Khan, Madhuri Dixit                                               | Romance, Comedy                     |
| Divya Shakti                | Sameer Malkan            | Ajay Devgn, Raveena Tandon                                               | Action                              |
| Dosti Ki Saugandh           | Mohanji Prasad           | Shakti Kapoor, Shammi Kapoor, Kader Khan, Pran                           |                                     |
| Ek Hi Raasta                | Deepak Bahry             | Ajay Devgn, Raveena Tandon                                               | Action, Adventure, Family, Thriller |
| Game                        |                          | Naseeruddin Shah, Aditya Pancholi, Rahul Roy, Sangeeta Bijlani           | Action, Crime, Drama                |
| Gardish                     | Priyadarshan             | Jackie Shroff, Raj Babbar, Dimple Kapadia, Annu Kapoor                   | Crime, Drama                        |
| Geetanjali                  | Shakti Samanta           | Jeetendra, Rekha, Vijay Arora                                            | Drama                               |
| Ghar Aaya Mera Pardesi      | Ravindra Peepat          | Bhagyashree, Vikram Gokhale, Gulshan Grover                              | Action, Drama, Romance              |
| Ghar Ki Laaj                | Kalpataru                |                                                                          |                                     |
| Gumrah                      | Mahesh Bhatt             | Sanjay Dutt, Sridevi, Anupam Kher                                        | Action, Crime, Drama, Thriller      |
| Gunaah                      | Mahesh Bhatt             | Sunny Deol, Dimple Kapadia, Sumeet Saigal                                |                                     |
| Gurudev                     | Vinod Mehra              | Rishi Kapoor, Sridevi, Anil Kapoor, Pran                                 | Romance                             |
| Hasti                       |                          | Jackie Shroff, Naseeruddin Shah, Nagma                                   | Action                              |
| Hum Hain Kamaal Ke          | Vijay Reddy              | Sheeba, Sujoy Mukherjee, Kader Khan                                      | Action, Comedy, Crime, Drama        |
| Hum Hain Rahi Pyar Ke       | Mahesh Bhatt             | Aamir Khan, Juhi Chawla                                                  | Romance                             |
| In Custody                  | Ismail Merchant          | Om Puri, Shashi Kapoor                                                   |                                     |
| Insaniyat Ke Devta          | K.C. Bokadia             | Vikas Anand, Rakesh Bedi, Rita Bhaduri                                   | Action, Crime, Drama, Romance       |
| Izzat Ki Roti               | K. Pappu                 | Urmila Bhatt, Birbal, Juhi Chawla                                        | Drama, Family                       |
| Jeevan Ki Shatranj          | S.A. Chandrashekhar      | Mithun Chakraborty, Farha Naaz                                           | Action, Crime, Drama, Romance       |
| Kabhi Haan Kabhi Naa        | Kundan Shah              | Shah Rukh Khan, Naseeruddin Shah, Suchitra Krishnamoorthi                | Romance                             |
| Kala Coat                   | Mehmood Khan             | Tom Alter, Master Bhagwan, Khalil Bhukhari                               | Action, Crime, Drama, Romance       |
| Kasam Teri Kasam            | Raman Kumar              | Krishna Kumar, Kanchan, Kunika                                           | Romance                             |
| Kayda Kanoon                | Pradeep Mani             | Akshay Kumar, Shikha Swaroop                                             |                                     |
| Khal-Naaikaa                |                          | Jeetendra, Jayapradha, Anu Agrawal                                       | Crime, Drama, Thriller              |
| Khalnayak                   | Subhash Ghai             | Sanjay Dutt, Madhuri Dixit, Jackie Shroff                                | Action, Drama                       |
| Khoon Ka Sindoor            | Amrish Sehgal            | Siddharth, Upasna Singh, Kunika                                          |                                     |
| King Uncle                  | Rakesh Roshan            | Jackie Shroff, Shah Rukh Khan, Niveditha Saraf                           | Drama                               |
| Kohraa                      | Partho Ghosh             | Arman Kohli, Ayesha Jhulka, Pran                                         | Mystery, Thriller                   |
| Krishan Avtaar              | Ashok Gaikwad            | Mithun Chakraborty, Somy Ali, Hashmat Khan                               | Action                              |
| Kshatriya                   | J. P. Dutta              | Sunil Dutt, Dharmendra, Vinod Khanna, Sanjay Dutt, Sunny Deol            | Action                              |
| Kundan                      | K.C. Bokadia             | Dharmendra, Jayapradha, Amrish Puri                                      | Drama                               |
| Lootere                     | Dharmesh Darshan         | Pooja Bedi, Juhi Chawla, Sunny Deol                                      | Action, Drama, Musical, Romance     |
| Maya                        | Ketan Mehta              | Deepa Sahi, Farooq Shaikh, Raj Babbar                                    | Drama, Mystery, Romance             |
| Maya Memsaab                | Ketan Mehta              | Deepa Sahi, Farooq Sheikh, Shahrukh Khan                                 | Romance                             |
| Meharbaan                   |                          | Sadashiv Amrapurkar, Mithun Chakraborty, Ayesha Jhulka                   |                                     |
| Meri Aan                    | Roopesh Kumar            | Chandrashekhar, Sanjay Dutt, Farheen                                     | Drama, Family, Romance              |
| Muqabla                     | T. Rama Rao              | Govinda, Karisma Kapoor, Farha Naaz                                      | Action, Crime, Drama, Thriller      |
| Papeeha                     | Sai Paranjape            | Milind Gunaji, Veeni Paranjape Joglekar, Raghuvir Yadav                  |                                     |
| Pardesi                     | Raj N. Sippy             | Mithun Chakraborty, Sumalatha, Pankaj Dheer, Shakti Kapoor               | Action                              |
| Pehchaan                    | Deepak Shivdasani        | Sunil Shetty, Saif Ali Khan, Shilpa Shirodkar, Madhoo                    | Romance, Drama                      |
| Pehla Nasha                 |                          | Deepak Tijori, Pooja Bhatt, Raveena Tandon                               |                                     |
| Phir Teri Kahani Yaad Aayee | Mahesh Bhatt             | Pooja Bhatt, Rahul Roy, Pooja Bedi                                       | Romance, Drama                      |
| Phool                       | Singeetham Srinivasa Rao | Maya Alagh, Rajni Bala, Naina Behl                                       |                                     |
| Phool Aur Angaar            | Ashok Gaekwad            | Mithun Chakraborty, Shantipriya                                          |                                     |
| Phoolan Hasina Ramkali      | Kanti Shah               | Kirti Singh, Sudha Chandran, Tahir Khan                                  |                                     |
| Platform                    | Deepak Pawar             | Ajay Devgn, Tisca Chopra, Priya                                          | Action, Family                      |
| Police Wala                 | Sikander Bharti          | Arun Bakshi, Shakti Kapoor, Viju Khote                                   |                                     |
| Prateeksha                  | Lawrence D'Souza         | Vikas Anand, Master Bunty, Chandrashekhar                                | Action, Crime                       |
| Pratimurti                  | Bimal Dutt               | Raakhee, Rajendra Gupta, Sadhu Meher                                     |                                     |
| Professor Ki Padosan        | S.L. Soni                | Sanjeev Kumar, Padmini Kolhapure, Shekhar Suman                          |                                     |
| Pyar Pyar                   | Sunil R. Prasad          | Beena Banerjee, Kishore Anand Bhanushali, Isha Gupta                     |                                     |
| Rajdhani                    |                          | Kodi Ramakrishna                                                         |                                     |
| Rang                        | Talat Jani               | Kamal Sadanah, Divya Bharti, Jeetendra, Amrita Singh,                    |                                     |
| Rani Aur Maharani           | Kanti Shah               | Ishrat Ali, Sadashiv Amrapurkar, Damini                                  |                                     |
| Raunaq                      | Bobby Tappia             | Priyanka, Neeraj Kumar, Subbiraj                                         |                                     |
| Roop Ki Rani Choron Ka Raja | Satish Kaushik           | Anil Kapoor, Sridevi, Anupam Kher, Paresh Rawal, Jackie Shroff           | Drama                               |
| Rudaali                     | Kalpana Lajmi            | Dimple Kapadia, Raakhee, Amjad Khan                                      | Drama                               |
| Sadhna                      | K. Ravi Shankar          | Raj Babbar, Krishan Dhawan, Mangal Dhillon                               | Drama                               |
| Sahibaan                    | Ramesh Talwar            | Rishi Kapoor, Sanjay Dutt, Madhuri Dixit                                 | Romance, Drama                      |
| Sainik                      | Sikander Bhartee         | Akshay Kumar, Ashwini Bhave, Farheen                                     |                                     |
| Sangram                     | Lawrence D'Souza         | Ajay Devgn, Ayesha Jhulka, Karisma Kapoor                                | Drama, Romance                      |
| Santaan                     | Narayana Rao Dasari      | Jeetendra, Moushumi Chatterjee, Deepak Tijori                            |                                     |
| Sardar                      | Ketan Mehta              | Paresh Rawal                                                             | Biography, Drama                    |
| Shaktimaan                  | K.C. Bokadia             | Ajay Devgn, Karisma Kapoor, Mukesh Khanna                                | Action, Crime, Drama, Romance       |
| Shatranj                    | Aziz Sajawal             | Jackie Shroff, Divya Bharti, Juhi Chawla, Mithun Chakraborty, Kader Khan | Comedy, Drama, Romance              |
| Shiv Teri Mahima Nyari      | Suresh Sinh Gohil        | Lalita Pawar                                                             |                                     |
| Shreemaan Aashique          | Deepak Anand             | Rishi Kapoor, Urmila Matondkar, Bindu                                    | Comedy                              |
| Sir                         | Mahesh Bhatt             | Naseeruddin Shah, Pooja Bhatt, Atul Agnihotri                            | Crime, Drama                        |
| Tadipaar                    | Mahesh Bhatt             | Mithun Chakraborty, Pooja Bhatt, Anupam Kher                             |                                     |
| Tahqiqaat                   | A. Jagannath             | Jeetendra, Aditya Pancholi, Laxmikant Berde                              | Crime                               |
| Pyaar Ka Tarana             | Dev Anand                | Manu Gargi, Anita Ayoob, Akshay Anand                                    |                                     |
| Mahakaal                    | Ramsay Bros              | Karan Shah, Archana Puran Singh, Johnny Lever                            | Horror                              |
| Tum Karo Vaada              | Robin Khosla             | Anaida, Birbal, Shammi Kapoor                                            | Romance                             |
| Waqt Hamara Hai             | Bharat Rangachary        | Akshay Kumar, Sunil Shetty, Ayesha Jhulka, Mamta Kulkarni                | Action, Romance                     |
| Yugandhar                   | N. Chandra               | Mithun Chakraborty, Kabir Bedi, Sangeeta Bijlani                         |                                     |
| Zakhmi Rooh                 | Pawan Kumar              | Moon Moon Sen, Javed Jaffrey, Raj Kiran                                  |                                     |
| Zakhmo Ka Hisaab            | Talukdaars               | Govinda, Farha Naaz, Kiran Kumar                                         | Action, Crime, Drama                |

## Legături externe
- Bollywood films of 1993 at the Internet Movie Database
- Indian Film Songs from the Year 1993 Arhivat în 19 septembrie 2008, la Wayback Machine. - A look back at the year 1993 with a special focus on the Hindi film song